# Giuseppe Nano
Giuseppe Nano (Palermo, 4 aprile 1913 – Cagliari, 23 agosto 1992) è stato un organista e compositore italiano.

## Biografia
Nacque a Palermo nel 1913, orfano di guerra. A 18 anni conseguì il diploma in flauto presso il Conservatorio di Palermo e a 25 anni era in possesso del diploma in pianoforte, composizione, organo e composizione organistica, musica corale e strumentazione per banda, oltre che il compimento medio di violino; in seguito si specializzò in canto gregoriano e direzione d'orchestra. 
Durante gli studi presso l'Accademia Chigiana di Siena si perfezionò con i più grandi concertisti di fama mondiale tra i quali spiccano i nomi di Ferdinando Germani, Ildebrando Pizzetti e Vito Frazzi, oltre agli studi con Salvatore Pappalardo, Antonio Cece, Lino Liviabella e tanti altri. 
L'8 settembre del 1943 fu fatto prigioniero dai tedeschi nel campo di concentramento di Wietzendorf fino a quando fu liberato dagli americani nel 1946. Insegnò dal 1946 presso il Conservatorio di Palermo prima pianoforte e poi organo fino a gennaio del 1950 quanto ottenne la cattedra di organo e composizione organistica presso il Conservatorio di Cagliari dove fu titolare fino al 1983 con aggiunta, per diversi anni, della docenza di composizione, armonia complementare e lettura della partitura. 
Progettista d'organi dal 1949, nel 1953 diventò collaudatore statale d'organi con decreto ministeriale. Negli anni cinquanta contribuì alla nascita di una vera e propria scuola organistica, ricostruì le classi di organo nel Conservatorio di Cagliari ottenendone altre due dal Ministero. Numerosi organi in Sicilia e in Sardegna sono nati da suoi progetti.
Abilissimo organista e compositore fu vincitore di numerosi concorsi nazionali e internazionali. Come autore ed esecutore, molte delle sue opere sono state pubblicate dalla Casa Editrice Carrara.
La sua conoscenza musicale spaziava dalle origini fino al periodo contemporaneo; era dotato di un orecchio assoluto; esperto di melodramma conosceva a memoria intere opere e si dedicò alla composizione fino alla sua morte sopraggiunta il 23 agosto.

## Composizioni
Giuseppe Nano fu autore di una vasta produzione di composizioni didattiche, musiche per organo, pianoforte, coro e numerose raccolte di contrappunti, fughe e mottetti. Fra queste si citano:
- Laus plena, Vol.2 – Edizioni Carrara
- Psallite Deo, Vol.2 – Edizioni Carrara 1955
- L'organista d'oggi, Vol.2 – Edizioni Carrara 1963
- L'organista d'oggi, Vol.4 – Edizioni Carrara 1965
- Fiori dell'organo 2 – Edizioni Carrara 1969
- Maestri d'organo, Vol.2 – Edizioni Carrara 1970
- Fiori dell'organo 3 – Edizioni Carrara 1970
- 50 contrappunti – Edizioni Carrara 1991
- Opere per organo – Edizioni Carrara 2007

## Organi progettati
Giuseppe Nano progettò numerosi organi che furono costruiti e collocati in diverse chiese della Sicilia e della Sardegna, soprattutto a Cagliari quelli a due e tre tastiere per le più importanti case organarie italiane Tamburini, Mascioni, Balbiani tra cui:
- Organo a tre tastiere della Cattedrale di Cagliari
- Organo a tre tastiere dell'Auditorium del Conservatorio statale di musica di Cagliari
- Organo dell'aula 12 del Conservatorio statale di musica di Cagliari